# Estación Pampa Blanca
 Pampa Blanca es una estación de ferrocarril ubicada en la localidad homónima, departamento El Carmen, provincia de Jujuy, Argentina.

## Servicios
No presta servicios de pasajeros. Sus vías e instalaciones pertenecen al Ferrocarril General Belgrano, por las cual corren trenes de cargas de la empresa estatal Trenes Argentinos Cargas.

## Imágenes

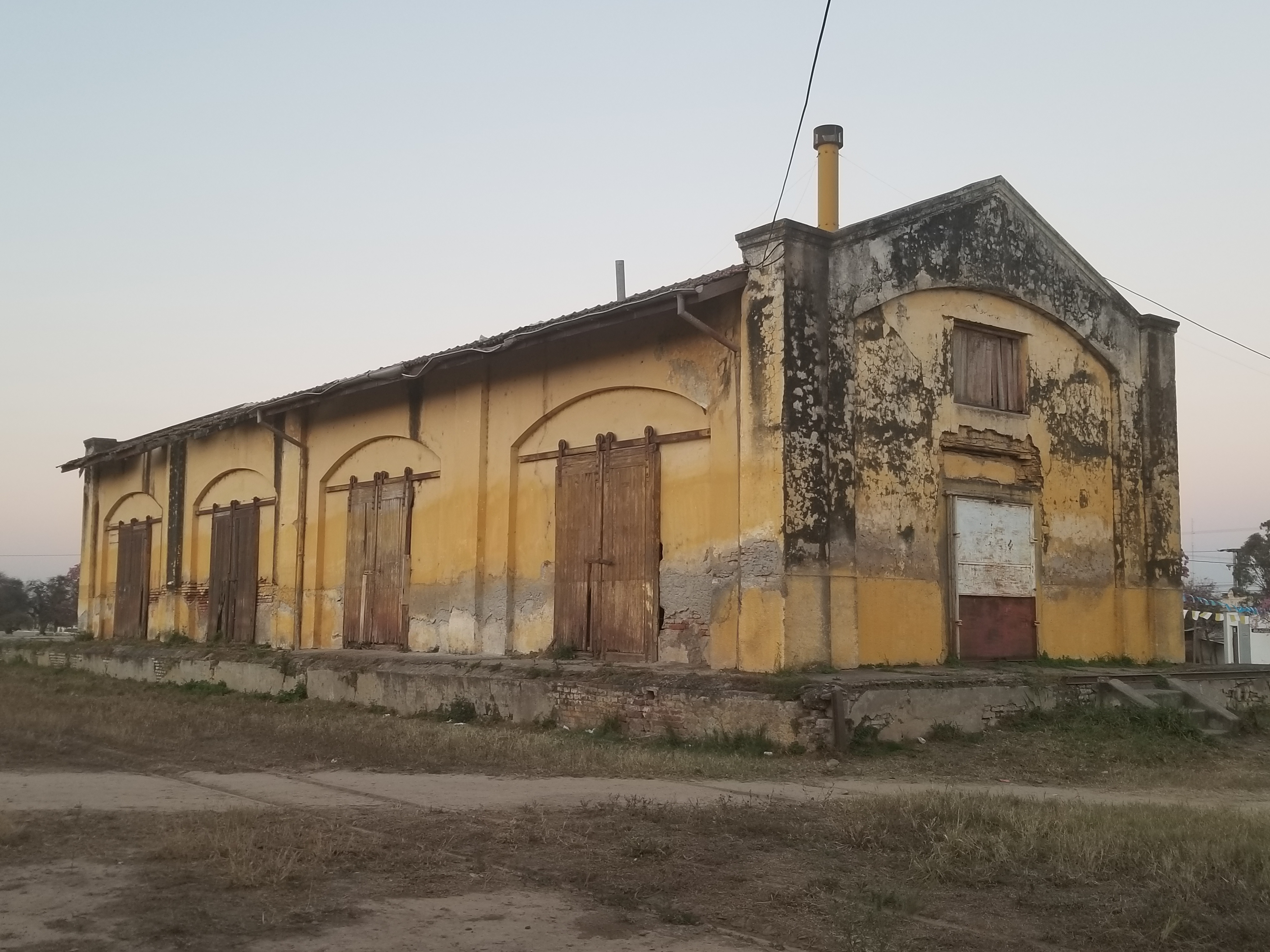
Galpón de la estación